# Epibionte

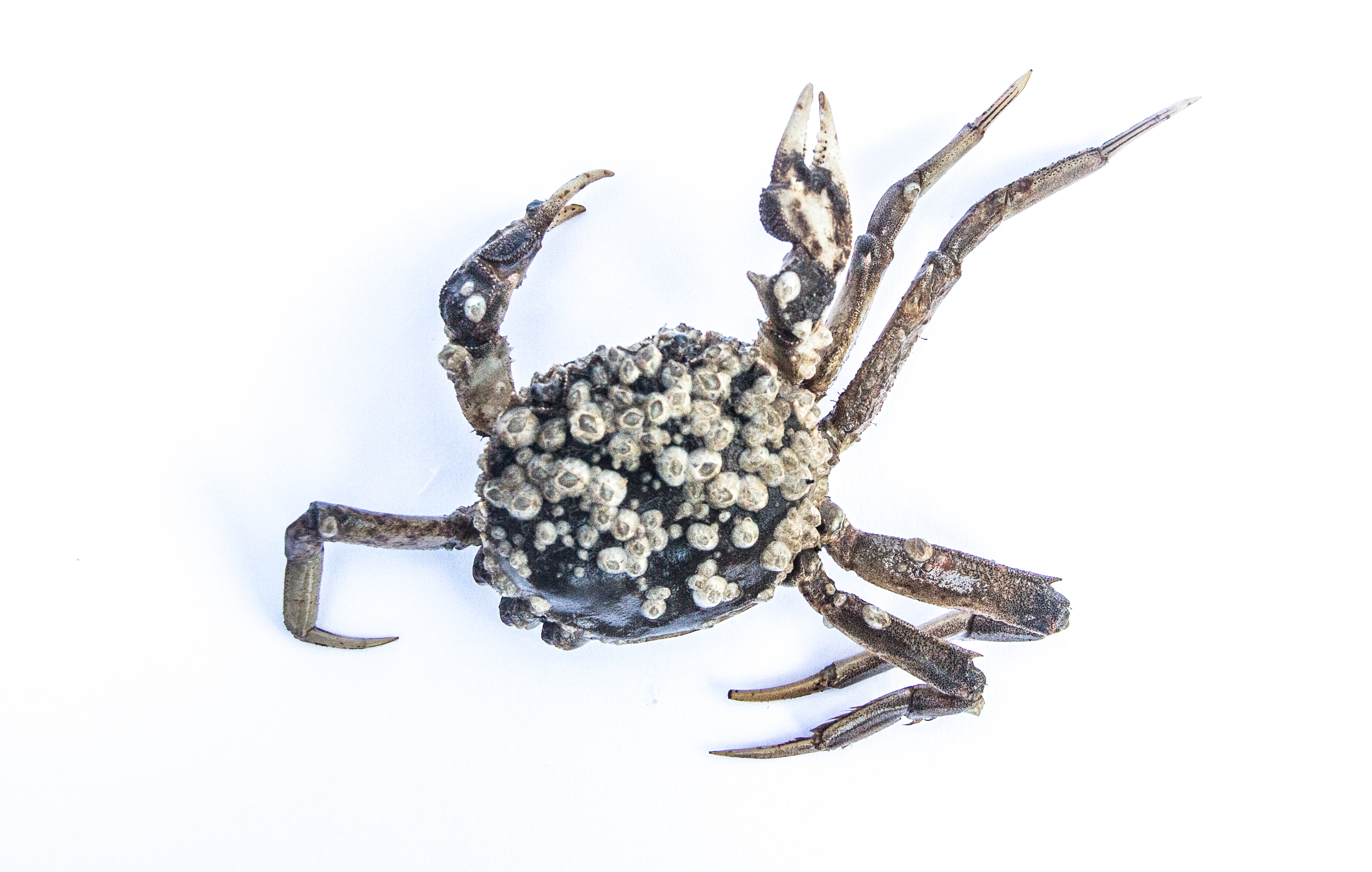
Crustáceos epibiontes Sessilia (cracas) sobre um crustáceo Brachyura (caranguejo).

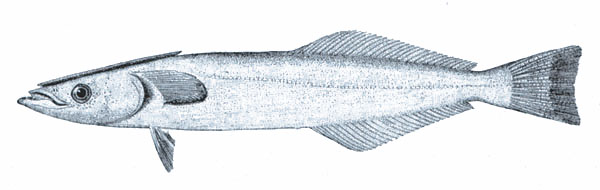
O peixe conhecido como rêmora, um epibionte de outros organismos marinhos.

Um epibionte (do grego antigo, significando "viver em cima de") é um organismo, de tipo séssil ou não, que vive sobre outro ser vivo, sem que haja parasitismo ou simbiose; sendo a denominação epibiose dada a esta relação.
Um epibionte é, por definição, inofensivo ao seu hospedeiro (denominado basibionte; significando "viver por baixo de") e, neste sentido, sua interação pode ser considerada neutra ou de comensalismo; em oposição a, por exemplo, o parasitismo - caso em que um organismo se beneficia às custas do outro - ou o mutualismo, em que ambos os organismos obtêm algum benefício explícito em sua coexistência.
Embora não haja efeito direto do epibionte no hospedeiro, freqüentemente há efeitos indiretos resultantes dessa interação e da mudança na superfície do hospedeiro. Isso é especialmente importante para organismos marinhos e ecossistemas aquáticos, uma vez que as qualidades da superfície afetam as funções biológicas necessárias, como o arrasto, a absorção de radiação, a absorção de nutrientes, etc. Exemplos de epibiontes comuns são cracas, briozoários, anêmonas, rêmoras e algas, muitas das quais vivem nas superfícies de organismos marinhos maiores, como baleias, tubarões, tartarugas marinhas e árvores de mangue.

## Outros tipos
Epifaunaː qualquer comunidade de animais bentônicos adaptados a viver sobre outro animal ou vegetal ou em superfícies do substrato rochoso ou sedimentar presente no fundo lacustre ou marinho.
Epífitas: são plantas que crescem sobre a superfície de outras plantas, sem parasitá-las, numa relação denominada epifitismo.
Epizoicos: são animais, micro-organismos ou plantas, que vivem sobre outro animal, sem prejuízos a seus hospedeiros. É o caso das cianobactérias (algas azuis) escondidas na pelagem de bichos-preguiça; ajudando, num processo de simbiose, esses lentos mamíferos, que vivem trepados nas árvores, a se camuflar.